# Сикандар Баг

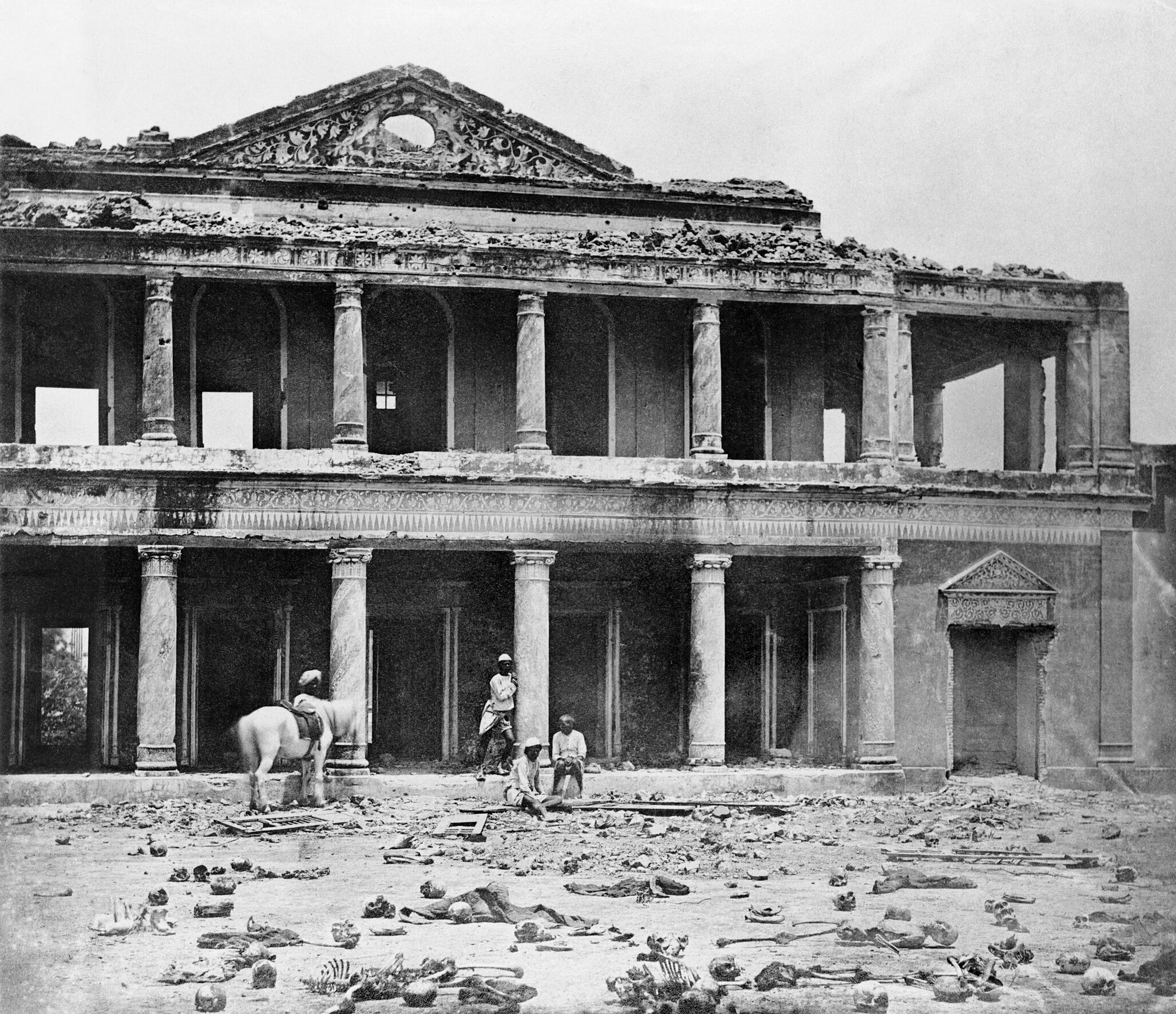
Вид Сикандар-Багха после резни 2000 повстанцев солдатами 93-о и 4-о Пенджабского полков в ноябре 1857 года. Фото Ф. Беато

Сикандар Баг, Сикандра Баг, или же Секундра Баг (хинди सिकन्दर बाग़, урду سِکندر باغ‎) — это вилла и сад, расположенные в Лакхнау, Уттар-Прадеш, Индия. Была построена навабом (правителем) Ауда Ваджид Али Шахом (1847—1856) как летний дворец. Название происходит от имени его любимой жены Сикандар Махал Бегум.

## История
В 1800 году на этом месте был королевский сад навабы Ауда Саадата Али Хана II, позже он был улучшен набобом Авадха Ваджидом Али Шахом, последним королём Авадха. В саду давались многочисленные представления, были поставлены известные танцы «Ras-lilas», «Kathak», а также проводились другие культурные мероприятия, любителем которых был набоб Вахид Али Шах.

### Индийское национальное восстание 1857 года
В ходе осады Лакхнау во время Индийского национального восстания 1857 года он использовался как убежище для сотен сипаев. Вилла была захвачена 16 ноября 1857 года, и британцы убили в ней около 2 000 сипаев. Британских погибших похоронили в глубоком рве, а тела погибших сипаев оставили гнить. В начале 1858 года Феликс Беато снял знаменитые фотографии с останками погибших сипаев, разбросанных по территории комплекса.

### Современность
Ядра пушек, мечи, щиты, мушкеты и ружья, раскопанные на территории комплекса, сейчас выставляются в экспозиции индийского Национального института ботанических исследований.
Также недавно на территории комплекса был построен памятник в честь исторической битвы: статуя девушки из народа парсов, сражавшейся бок о бок с сипаями, в мужском боевом облачении, якобы оборонявшаяся на дереве и сдерживавшая британцев огнём из ружья вплоть до момента, когда у неё закончились патроны, и она, изрешеченная пулями, упала на землю.